# 黒い太陽
『黒い太陽』（くろいたいよう）は、新堂冬樹の小説。2004年から2006年にかけて祥伝社の月刊誌『小説NON』に連載されていた。テレビドラマ化、漫画化もされている。
続編の『女王蘭』（漫画版では「続・黒い太陽　女王蘭」）についてもここに記述する。

## ストーリー
黒い太陽
女王蘭

## 登場人物
立花篤
主人公。『ミントキャンディ』ホール係。18歳→23歳。高校中退。一度は失脚し、服役するが出所後『フェニックス』をオープン。タチバナカンパニーを立ち上げ社長となりマスコミにも取り上げられるまでに成長し、「キャバクラ王子」と呼ばれるように。「女王蘭」では、『クールビューティー』に対抗するため2号店をオープンさせた。
藤堂猛
年商190億円を売り上げる藤堂観光の社長。風俗王。29歳→34歳。
5年後の「女王蘭」では、六本木に構えていた『クールビューティー』を歌舞伎町に移転。立花と壮絶な戦いを繰り広げたが、優姫（後述）の件で撤退を余儀なくされた。
千鶴
『ミントキャンディ』No.1キャスト。父親が残した莫大な借金を幼馴染の藤堂に立て替えてもらっている。20歳→25歳。
5年後、キャストを引退していたが、長瀬の誘いを受けキャストに復帰。『歌舞伎町女王決定戦』にもエントリーするが、脱落した。
奈緒
『ミントキャンディ』No.2キャスト。21歳。
恵美
『ミントキャンディ』キャスト。21歳→26歳。
5年後。源氏名を「恵美」から「卑弥呼」に変え、アメリカで美容整形を受けて『クールビューティー』のキャストになる。
大滝
『ミントキャンディ』店長。42歳。
菊田
『ミントキャンディ』チーフマネージャー。ホスト時代の後輩・長瀬を藤堂に紹介する。27歳。
神崎
『ミントキャンディ』サブマネージャー（ラッキー）。24歳、中卒。
長瀬
『ピンクソーダ』ホール長。藤堂の後継者。19歳→24歳。
5年後。『藤堂観光』から独立し、キャバクラをオープンさせた。（ただし、「冬海に勝てるキャストを雇う事」を条件に、独立が認められた。）
冬海
『ピンクソーダ』No.1キャスト。20歳 → 25歳。
5年後の「女王蘭」では、『フェニックス』のNo.1かつチーママ的存在で、「女の子達のまとめ役」（鶴本談）。『歌舞伎町女王決定戦』に優姫と共にエントリーするが、「平成生まれのギャルに混じって、キャストを務めるのは限界」と、キャスト引退を立花に告げ、『フェニックス』を退職。住まいも引越し、その後はパトロンの支援で、クラブのママになる。
梨花
歯科助手。21歳。
笑子
元居酒屋店員。
百合香
元風俗嬢。
岡宮
不動産会社社長。立花のスポンサーで恵美の上客。
優姫
年越し派遣村からやって来たニューフェイス。元々は歌舞伎町のラーメン店の一人娘だった。立花が経営する系列店の『VIPLADY』でわずか1ヶ月でNo.1になったが退職し、歌舞伎町の『フェニックス』に移る。
自分の処女を奪い、店の権利を奪って父親を自殺に追いやった藤堂に恨みを抱いている。
のちに冬海と共に『歌舞伎町女王決定戦』にエントリーするも、藤堂が雇った男（立花が服役していた頃、同じ刑務所に服役していた男）にレイプされた上、顔に怪我を負わされてしまい脱落。すべてを失い、藤堂を刺そうとするが立花から止められた。（「女王蘭」「続・黒い太陽 女王蘭」から登場）
茜
『VIPLADY』のNo.1キャストだったが、優姫にNo.1を奪われる。優姫の復讐計画を聞き驚愕する。（「女王蘭」「続・黒い太陽 女王蘭」から登場）
亜門平七
フリーのルポライターで、取材力には定評がある。いつもキャンディを口にくわえている。（「女王蘭」「続・黒い太陽 女王蘭」から登場）
純菜
渋谷和（なご）サーのリーダーだった、『フェニックス』のニューフェイス。（「女王蘭」「続・黒い太陽 女王蘭」から登場）
三木
『VIPLADY』時代からの優姫の上客。会社社長。
冬海の退職によりなりふり構わない接客方針に転じ、徐々に黒く染まっていく優姫に失望して優姫の前から去った。
（「女王蘭」「続・黒い太陽 女王蘭」から登場）
村田
優姫と同じく、年越し派遣村出身の優姫の上客。
（「女王蘭」「続・黒い太陽 女王蘭」から登場）
有珠
『フェニックス』のNo.2。キャストになる前はアキバで人気を博していたアイドルだった。優姫の台頭でその地位が危うくなり、アキバ時代からの親衛隊に優姫への制裁を頼む。
優姫と冬海が『フェニックス』を去ってからは、事実上のナンバーワンに。
（「女王蘭」「続・黒い太陽 女王蘭」から登場）
まひる
『フェニックス』のNo.3。優姫がどんどん指名を奪っていく事に嫉妬し、彼氏のタカシに優姫への制裁を頼むが失敗。
優姫との売り上げバトルに敗れ、2号店『フェニックスセカンド』へ落とされる。客として訪れた男（実は藤堂のスカウト）とアフターでバッティングセンターへ行き、藤堂からスカウトされ『クールビューティー』へ移籍。
だが、『フェニックス』時代同様におさわりも厭わない接客をした事から、ナンバーワン・涼風の怒りを買う。
（「女王蘭」「続・黒い太陽 女王蘭」から登場）
鶴本
『フェニックス』の店長。立花に意見を言える唯一の人物。
涼風
卑弥呼が入店するまでは『クールビューティー』のNo.1だった。長身の美人。
優姫との売り上げバトルに敗れ、2号店に「ファーム落ち」（有珠談）となったまひるが『クールビューティー』へ移り、おさわりも厭わない接客をしている事に不快感を示した。

## テレビドラマ
2006年7月28日より9月15日まで毎週金曜日23:15 - 翌0:10に、テレビ朝日系「金曜ナイトドラマ」枠で放送された。
「'07スペシャル」が、2007年9月21日23時15分に85分のスペシャルドラマとして放送された。連続ドラマ版の1年後が描かれた。

### あらすじ
建築士を夢見る立花篤。ある日、父・真一が借金を抱えたまま病で倒れ植物状態になってしまう。父親の借金、そして入院費……多額の借金を背負い込んでしまった彼は夢を一旦胸に仕舞い、金になる仕事を模索した。そして辿り着いた先は夜の世界「黒服」だった。魑魅魍魎の世界の下、純真無垢な青年が挫折と再起を繰り返しながら徐々に「黒く」成長していく。

### 登場人物

#### 藤堂観光グループ
立花篤
演 - 永井大
主人公。『ミントキャンディ』のホール係。千鶴が嫌がる行為をする客に殴りかかり、藤堂から1週間の謹慎ならびに復帰後ホール長への昇格を命ぜられる。親の借金を支払う千鶴に共感し、好意を持ち始め「千鶴をNo.1にしてみせる」と誓う。店長になり、他店からの引き抜き工作に遭う中No.2の笑子から退店を盾に交際を迫られ、不文律を犯しながらも笑子と付き合うことにした。正義感が強く、自分が信じたことに対して犠牲を払ってでも邁進する性格の持ち主。しかし簡単に奈緒を引き抜かれたり、冬海に内応を仕掛ける際「最愛の女」笑子を犠牲にするものの敢え無く失敗するなど知略・謀略には長けていない。長瀬のかませ犬としか見ていない藤堂に対し復讐心を燃やし、藤堂と近しい千鶴に藤堂の弱みを教えてくれるよう哀願したところ裏切られる。その後一年間吉祥寺に潜伏し、藤堂と千鶴への復讐を胸に捲土重来を期する。そして笑子の財産を元手にキャバクラ『レッドフェニックス』を渋谷でオープンさせるが、疑心暗鬼に陥った笑子を追放してしまう。更に追い討ちをかけるように藤堂の猛攻に曝され窮地に陥るが、泣いて千鶴を斬ることで（一度は欺かれた）冬海の引き抜きに成功し、不死鳥の如く復活する。しかし三宅川に対する売春斡旋容疑で逮捕され、移送のため警察車両に乗車する直前、元同僚・菊田の凶刃に倒れた。
'07スペシャル
刑務所から出所後、キャバクラの厨房を経て、「ONE・POINT」などの激安キャバクラ店の経営者となる。藤堂に恨みを持つ同士を集め、復讐をする。
藤堂猛
演 - 伊原剛志
キャバクラ『ミントキャンディ』『ピンクソーダー』などを経営し、年商300億円を超える藤堂観光の総帥。通称：風俗王。千鶴の幼馴染で、現在借金の肩代わりをしている。政財界に強力なパイプを持っている。立花の能力を認めているものの、後継者と目している長瀬のかませ犬としか考えていない。自分に対し牙を剥いた立花が渋谷に『レッドフェニックス』を出店した際、彼を完膚なきまでに叩きのめすため、その正面にキャバクラ『ホワイトイブ』をオープンさせた上、『レッドフェニックス』の不動産賃貸人や人材派遣元に圧力を掛け、更には『レッドフェニックス』のNo.3梨花を引き抜くなどして立花を徐々に追い詰める。しかし攻略を目前にして冬海の内応に遭い、『ホワイトイブ』を失う。その報復として、立花が売春斡旋容疑で逮捕されるように画策した。
千鶴
演 - 井上和香
『ミントキャンディ』キャスト。本名：大谷千鶴。藤堂とは幼馴染かつ元恋人、更には借金を肩代わりしてもらい逢瀬を重ねる関係。事故死した両親の借金を支払いながら妹を養うため、昼はOLとして働きながら夜の世界に足を踏み入れる。自身と同じ境遇の立花に共感、好意を寄せる。当初ワースト3に入るヘタレだったが、担当が神崎から立花に変更されたことで才能が開花。昼間の仕事を辞し、ミントキャンディ不動のNo.1と呼ばれるまでに成長する。しかしその一方でどんどん深みに嵌っていく立花を憂慮し、出会った頃の立花に戻って欲しいと強く思い始める。そして藤堂の違法行為を立花に伝え、反乱を誘発した。その一年後、立花と再会。『レッドフェニックス』に移籍し、立花のため献身的に働いた。しかし藤堂の猛攻により陥落寸前の『レッドフェニックス』に冬海が移籍してくることを知り、自ら店を去った。その際、「私はいつまでも立花クンの味方だよ」と立花に伝えた。
'07スペシャル
キャバクラの仕事で両親の抱えた借金を完済し、キャストを引退する。黒く染まる立花から距離を置くように…
奈緒
演 - 滝沢沙織
『ミントキャンディ』No.1キャスト。プライドが高く、自分より格下だと思う相手（黒服、笑子など）に対し高飛車な態度をとる。立花に対しても裸にして土下座をさせたり、靴を舐めさせたりしている。しかし、キャストの才能が開花した千鶴にNo.1の座を奪われ、更に（格下と思っていた）笑子とNo.2争いをして屈辱に塗れる中、長瀬から内応を持ちかけられ『ピンクソーダー』に移籍。その後店を転々としながら、最終的には立花の『レッドフェニックス』に笑子のかませ犬として雇われる。
'07スペシャル
某大手メーカー社長ジュニアと結婚し玉の輿にのる。立花に「主人に奥様は元人気キャバ嬢だったことをバラす」と脅され1000万円を払う。
ひなの
演 - 大友みなみ
『ミントキャンディ』No.2キャスト。立花の斡旋で三宅川の妾になる。その後風俗嬢に身を落とし、菊田と共謀して立花を強請る。
笑子
演 - 酒井若菜
『ミントキャンディ』No.3キャスト。立花に好意を寄せ、引き抜き話を盾に交際する。『ピンクソーダー』冬海の支度金1000万円を工面するため三宅川に人質として預けられたり、『レッドフェニックス』開店資金のためマンションを売却したりしたものの、結局立花に利用されているに過ぎなかった。『レッドフェニックス』開店後に奈緒との軋轢、千鶴に対する嫉妬心に支配され疑心暗鬼になる。そして立花に本心を訊ねたところ「出て行け」と言われ、立花の前から消えた。
レイナ
演 - 伊藤あい
『ミントキャンディ』キャスト。その後『ホワイトイブ』に移籍。
まりん
演 - かでなれおん
『ミントキャンディ』キャスト。その後『ホワイトイブ』に移籍。
愛子
演 - 涼果りん
『ミントキャンディ』キャスト。出勤時間にもかかわらず、ホテルで彼氏とセックスし、仮病を使うなど、不真面目な性格。性悪で入店間もない立花をいじめる。その結果、藤堂の命令で系列店のイメクラ『イメッ娘学園』へ飛ばされ立花を逆恨みする。皮肉にも研修で来た立花を接客（＝奉仕）することになる。
瞳
演 - 浅香友紀
『ミントキャンディ』キャスト。その後『ホワイトイブ』に移籍。
つばさ
演 - 後藤ゆきこ
『ミントキャンディ』キャスト。その後『ホワイトイブ』に移籍。
百合香
演 - 福下恵美
『ミントキャンディ』キャスト。その後『ホワイトイブ』に移籍。
梨花
演 - 有坂来瞳
『レッドフェニックス』No.3キャスト。藤堂の『ホワイトイブ』に内応する。
大滝良介
演 - 吹越満
『ミントキャンディ』店長。家族は妻と子供二人。思春期の長女には風俗店員であることを蔑視されている。その筋が来店したとき、対応しなかったことを理由に降格を言い渡される。立花の良き理解者であり、様々な助言を与える。しかし野心を持ち始めた立花に疎ましがられ、ひなのを三宅川に預けたことを非難した結果クビにされた。その後立花に土下座をし、従順な部下になることを誓う。『レッドフェニックス』開店前に立花から神崎の採否を問われた際、諸刃の剣になると評した。
'07スペシャル
立花と共に藤堂に復讐する同士。青山と周囲との温度差に対して警告を発していた。
菊田史雄
演 - 深水元基
『ミントキャンディ』チーフマネージャー。風俗嬢に身を落としたひなのと組んで立花を強請るが失敗。売春斡旋容疑で逮捕された立花を襲撃した。
神崎一郎
演 - 渡邉邦門
『ミントキャンディ』サブマネージャー。大滝の店長降格に伴い『ミントキャンディ』の店長に就任するが、立花の台頭によりホール長に降格。その後愛子が働く系列店の『イメッ娘学園』に左遷され、再び店長にまで昇るものの店を潰し失踪。荒んだ生活を送ることになる。立花とは考え方が全く異なるが、藤堂を敵視している面においてはシンパシーを感じている。そのため立花が『レッドフェニックス』を出店する際、直談判してスタッフに迎えてもらう。そして立花の幼馴染・久美子をスカウトし、その担当になる。その後、立花が原因で久美子が辞めたことを知り激高。店を去った。 
'07スペシャル
立花と共に藤堂に復讐する同士。
嶋光作
演 - 橋爪遼
『ミントキャンディ』ホール係。立花が店長になり、経費削減という理由でクビになった。
大西俊一
演 - 田辺伸之助
『ミントキャンディ』ホール係。立花が失踪して一年後、『ミントキャンディ』の店長を務める。その後『ホワイトイブ』に移籍。
橋爪浩司
演 - 冨田翔
『ミントキャンディ』ホール係。その後『ホワイトイブ』に移籍。
長瀬慎太郎
演 - 菅原卓磨
『ピンクソーダー』ホール長。程なく店長に昇格。元ホストで、藤堂自身が後継者と認めるほどの天賦の才能の持ち主。藤堂が立花を潰すために出店した『ホワイトイブ』の店長になるが、冬海を引き抜かれ、敢え無く閉店に追い込まれた。
'07スペシャル
藤堂グループでトップの売り上げを誇る「ピンクソーダー」店長。藤堂グループではトップの藤堂に次ぐナンバー2的存在。
冬海
演 - 益子梨恵
『ピンクソーダー』No.1キャスト。ひと月2000万円を売り上げる。立花から引き抜きの話を持ちかけられた際、時給30,000円と1000万円の支度金を用意するよう求めた。立花は笑子という犠牲を払って再交渉のテーブルに着いたが、冬海は長瀬・奈緒と共に立花の短慮を嘲笑い、その場から去った。しかし『ホワイトイブ』移籍後、自ら立花に接近。日本一の客（＝藤堂）の心が自分ではなく千鶴に占められていることが許せず、千鶴をクビにすることを条件に『レッドフェニックス』へ移籍した。
ケン
演 - 田中要次
スカウトマン。立花からイキのいい連中に『ピンクソーダー』の出入りをさせるよう依頼されるが拒否する。

#### 徳翔会大田病院
桜井久美子
演 - 杏さゆり
篤の父・真一が入院する徳翔会大田病院の看護師で、幼馴染の立花に好意を寄せている。神崎にスカウトされ、立花の『レッドフェニックス』で働き始める。後に立花と千鶴の関係を知り、辞める意思を立花に伝えたところ、キャバクラでバイトしていることを病院の同僚にバラされ謹慎処分を受ける。結局『レッドフェニックス』を去り、篤の父・真一の最期を看取った。
立花真一
演 - 井上康
篤の父。連帯保証が原因で他人の借金を背負うことになり、心労で倒れ植物状態になる。

#### その他
三宅川信之助
演 - 峰岸徹
政財界の長老で藤堂の後見人。藤堂に連れられて立花が自邸にやって来た際、裸にして品定めをした。その後ひなのを妾にし、立花が1000万円の借金を申し出たときには人質として笑子を預かった。実は藤堂のことを内心快く思っておらず、立花を使って藤堂を陥れようと企む。立花が冬海を引き抜き藤堂に一泡吹かせたことにより、借金の利子を支払ったものと看做した。
岡宮
演 - 松澤一之
笑子の上客。『レッドフェニックス』の出店に金銭面で大きく貢献するが、藤堂の圧力に屈し、立花に保証金の全額決済を迫る。

#### '07スペシャル
リエ
演 - 三津谷葉子
立花がキャバクラの厨房時代に引き抜かれたキャスト。以前の店では内気な性格のせいで成果が出せなかったが、立花の教育で「ONE・POINT」ナンバー1キャストとなる。父親が残した多額の借金を返済するためにキャバクラで働いている。立花と同棲していたが、ある時に心的外傷後ストレス障害を抱えていることを立花に知られてしまい捨てられる。その後、長谷川と婚約し子供を授かる。
あかね
演 - 矢吹春奈
「ONE・POINT」のキャスト。立花とリエの関係を知り、立花を脅す。
かすみ
演 - 高樹マリア
「ONE・POINT」のキャスト。「ピンクソーダー」のナンバー2キャストだったが、ヒモにからまれているところを立花に救われ「ONE・POINT」に引き抜かれる。
青山慶一
演 - 黒田勇樹
「ONE・POINT」のアルバイト。東京大学法学部に在学しており、ITスキル・財務スキルを有する人物。数々のアイデアで売り上げに貢献し、株で資産運用を行っていたが、資産運用の金や売上金を持ち逃亡する。
長谷川次郎
演 - マギー
立花が通う喫茶店のマスターであり、「ONE・POINT」の常連客である。リエに対して好意を持っており、リエと立花の破局からリエと付き合い始め、婚約する。長谷川の父親がリエの家族に対して激しい取り立てを行っていたことをネタに立花に脅され、喫茶店の権利書を奪われる。

### スタッフ
- 脚本 - 樫田正剛
- 演出 - 麻生学、田村直己（テレビ朝日）、新村良二
- 主題歌 - ユハラユキ「友ダチ」
- チーフプロデューサー - 五十嵐文郎（テレビ朝日）
- プロデューサー - 藤本一彦（テレビ朝日）、奥住尚弘（テレビ朝日）
- 制作 - テレビ朝日

### 放送日程
連続ドラマ
| 話数                                                       | 放送日        | サブタイトル             | 演出     | 視聴率 |
| ---------------------------------------------------------- | ------------- | ------------------------ | -------- | ------ |
| 第1話                                                      | 2006年7月28日 | キャバクラ嬢vs黒服       | 麻生学   | 11.8%  |
| 第2話                                                      | 2006年8月04日 | 女子更衣室で裸土下座     | 麻生学   | 11.0%  |
| 第3話                                                      | 2006年8月11日 | No.1キャバ嬢誕生!!       | 田村直己 | 12.2%  |
| 第4話                                                      | 2006年8月18日 | 裸の店長!!絶倫男の罠     | 田村直己 | 11.6%  |
| 第5話                                                      | 2006年8月25日 | 愛と金…涙の等価交換      | 麻生学   | 10.2%  |
| 第6話                                                      | 2006年9月01日 | 潜入（秘）地下パーティー | 新村良二 | 09.6%  |
| 第7話                                                      | 2006年9月08日 | かませ犬vs最強風俗王     | 田村直己 | 11.8%  |
| 最終話                                                     | 2006年9月15日 | 決戦!!立花よ永遠に       | 麻生学   | 11.1%  |
| 平均視聴率 11.2%（視聴率は関東地区・ビデオリサーチ社調べ） |               |                          |          |        |

'07スペシャル
| 放送日        | 演出   | 視聴率 |
| ------------- | ------ | ------ |
| 2007年9月21日 | 麻生学 | 9.4%   |

| テレビ朝日系列 金曜ナイトドラマ                                | テレビ朝日系列 金曜ナイトドラマ    | テレビ朝日系列 金曜ナイトドラマ                |
| 前番組                                                         | 番組名                             | 次番組                                         |
| -------------------------------------------------------------- | ---------------------------------- | ---------------------------------------------- |
| てるてるあした （2006.4.14 - 2006.6.23） （ビバ!山田バーバラ） | 黒い太陽 （2006.7.28 - 2006.9.15） | アンナさんのおまめ （2006.10.13 - 2006.12.15） |

## 漫画版
笠原倫の作画で『週刊漫画サンデー』（実業之日本社）に連載。2009年6月より、続編の『続・黒い太陽 女王蘭』が『週刊漫画TIMES』（芳文社）にて連載開始したが、打ち切りとなっている。
- 笠原倫『黒い太陽』実業之日本社〈マンサンコミックス〉[1]、全5巻
  1. 1巻 2006年7月29日発行 ISBN 4-408-17011-9
  2. 2巻 2006年9月29日発行 ISBN 4-408-17019-4
  3. 3巻 2006年12月20日発行 ISBN 4-408-17036-4
  4. 4巻 2007年3月29日発行 ISBN 978-4-408-17050-3
  5. 5巻 2007年6月29日発行 ISBN 978-4-408-17066-4
- 笠原倫 『黒い太陽』実業之日本社〈マンサンQコミックス〉、上下巻
  1. 上巻 2014年5月29日発売 ISBN 978-4-408-17499-0
  2. 下巻 2014年6月9日発売 ISBN 978-4-408-17500-3
- 笠原倫 『続・黒い太陽 女王蘭』芳文社〈芳文社コミックス〉、全1巻
  1. 1巻 2009年10月1日発行 ISBN 978-4-8322-3175-7